# Craigie Flour Mill Historical Marker
Le Craigie Flour Mill Historical Marker est un monument dans le comté d'Otter Tail, dans le Minnesota, aux États-Unis. Située le long de la Minnesota State Highway 78, cette structure dessinée par Arthur Nichols dans le style rustique du National Park Service est porteuse d'une plaque commémorative sur l'histoire de la première minoterie de la région. Construite en 1940, elle est inscrite au Registre national des lieux historiques depuis le 16 janvier 2003.